# گمینا یانوویتس کوشچیلنه
گمینا یانوویتس کوشچیلنه (به لهستانی:  Gmina Janowiec Kościelny) یک گمینا در لهستان است که در شهرستان نگجتسا واقع شده‌است. گمینا یانوویتس کوشچیلنه ۱۳۶٫۲۵ کیلومتر مربع مساحت و ۳٬۴۴۳ نفر جمعیت دارد.